# Friss die Hälfte
Mit Friss die Hälfte (kurz: FdH) wird umgangssprachlich eine geringere Zufuhr von Nahrungsenergie bezeichnet. Ohne Änderung der Zusammensetzung der bisherigen Ernährung wird lediglich deren Menge um einen bestimmten Prozentsatz reduziert.
Die Anzahl der Mahlzeiten bleibt gleich.

## Kritik
- Unerwünschte Stoffe können nach wie vor im Übermaß zugeführt werden.
- An erwünschten Stoffen können Mangelerscheinungen auftreten.
- Die bisher zugeführte Menge ist meist nicht bekannt, die Hälfte ist daher nur ungenau bestimmbar.

Sinnvoll hingegen erscheint die Diät, wenn von den ungesunden Nahrungsbestandteilen nur die Hälfte verzehrt wird.